# Municipio de Jesús María (Jalisco)
Jesús María es un municipio de la Región Altos Sur del estado de Jalisco, México. Fue parte de la Provincia de Nueva Galicia, actual Aguascalientes y Jalisco, en el Reino de Nueva Galicia por casi 300 años y del Departamento de Aguascalientes tiempo después. Es un municipio que colinda con el estado de Guanajuato.

## Historia
Esta región estuvo habitada por los tarascos y fue conquistada en 1530 por Nuño de Guzmán. El poblado de Jesús María estaba ubicado en terrenos que pertenecieron a la Hacienda de Santa Ana Apacueco que era propiedad de Don Pedro Sánchez de Tagle, marqués de Altamira; posteriormente estos terrenos fueron adquiridos por tres viudas, llamándosele al lugar Barranca de Viudas.
A fines del siglo XVII la mitra de Valladolid concedió sacerdote de pie y pila bautismal al poblado, según petición del cura Sebastián Nieto. El mercedario fray Dionisio Gómez fue el primer sacerdote residente. En 1795, Barranca de Viudas se segrega del obispado de Michoacán y se anexa al de Guadalajara. El obispo Dr. Juan Cruz Ruiz de Cabañas y Crespo visitó la parroquia de Ayo el Chico el 22 de enero de 1798 y elevó al día siguiente al poblado de Jesús María en ayuda de parroquia o vicaría fija. El mismo decreto anexó la vicaría de Jesús María a la parroquia de Arandas, en 1803. Tocó al arzobispo Pedro Loza y Pardavé erigir la predicha vacaría en parroquia el 29 de mayo de 1882, dándole de titular a la virgen Purísima. Se ejecutó el decreto el 18 de junio de 1882. El 10 de marzo de 1907, el señor cura Miguel Díaz Orozco, cambia el patronato de la parroquia a la sagrada familia de Jesús, María y José
No se conoce el decreto que creara este municipio, pero el 13 de marzo de 1837 ya lo menciona. En 1825 se menciona solo como rancho de la Congregación de Cañadas; en 1838 tiene categoría de pueblo y en 1875, creado el nuevo departamento de Arandas, depende del municipio de Jesús María. Aunque desde 1825 perteneció al 3.º Cantón de La Barca muy visitado por todos en sus fiestas patronales hermoso pueblo donde se descansa muy bien la gente muy amigable

## Descripción geográfica

### Ubicación
El municipio de Jesús María se localiza en la región altos Sur del estado de Jalisco. Sus municipios colindantes son Degollado, Arandas y Ayotlán. Tiene una extensión territorial de 664.59 kilómetros cuadrados.
El municipio colinda al norte con el municipio de Arandas y el estado de Guanajuato; al este con el estado de Guanajuato y el municipio de Degollado; al sur con los municipios de Degollado y Ayotlán; al oeste con los municipios de Ayotlán y Arandas.

## Medio físico
El 54.9% del municipio tiene terrenos planos, es decir, con pendientes menores 5°. La roca predominante es la extrusiva ácida (34.2 %) se trata de rocas ígneas de origen volcánico vertido a la superficie a través de fisuras o volcanes y El suelo predominante es el luvisol (34.7 %), se caracteriza por la acumulación de arcilla, son suelos rojos o amarillentos, destinados principalmente a la agricultura con rendimientos moderados y alta susceptibilidad a la erosión. La agricultura (52.3%) es el uso de suelo dominante en el municipio.

### Hidrografía
Los tipos de recursos hídricos del municipio están constituidos por aguas subterráneas, ríos y lagos. El territorio está ubicado dentro de 6 acuíferos de los cuales el 100.0% no tienen disponibilidad y el 0.0% se encuentra con disponibilidad de agua subterránea.
El territorio municipal está dentro de las cuencas Río Lerma 6, Río Lerma 7, Río Turbio de las cuales el 0% tienen disponibilidad y el 100.0% presentan déficit de disponibilidad de agua superficial.
Sus recursos hidrológicos son proporcionados por el río huáscato; los arroyos: Las canoas, San Agustín, Palo Caído y Ayo; lagunas y presas: Ojo Zarco, Saltillo, Regladero, La Luz y parte de La Pólvora, que irriga principalmente terrenos de Ayotlán.

### Clima, temperatura y precipitación
La mayor parte del municipio de Jesús María (76.8 %) tiene clima templado subhúmedo. La temperatura media anual es de 17.1 °C, mientras que sus máximas y mínimas promedio oscilan entre 28.6 °C y 6.9 °C respectivamente. La precipitación media anual es de 900 mm. El promedio anual de días con heladas es de 30.4.

## Áreas naturales protegidas
Jesús María alberga cuenta con 0.5 % de humedales sin algún área natural protegida tipificada en su territorio.

## Sequía
A nivel municipal la sequía extrema es la que tiene una mayor distribución con un 44.4%, seguida por excepcional, severa y moderada con el 30, 11 y 5 por ciento respectivamente.

## Flora y fauna
Su vegetación se compone de encino, madroño, pino, roble, huizache, palo dulce, uña de gato y otros. En esta región la fauna es escasa, aunque existen liebres, paloma habanera,venado y mapaches.

## Infraestructura
El municipio cuenta con 16 servicios públicos, de los cuales destacan 27 escuelas, seguido de 11 templos y centros de asistencia con 8.

### Salud
De acuerdo con los registros de la secretaría de salud, en el municipio se encuentran 9 unidades de servicio de salud como lo son consultorios, hospitales generales y especializados, oficinas administrativas, farmacias, laboratorios, unidades de medicina familiar, de especialidades médicas y móviles. De las cuales 7 corresponden a la Secretaría de Salud (SSJ), 1 unidad de salud es del Instituto de Seguridad y Servicios Sociales para los Trabajadores del Estado (ISSSTE).

## Demografía y localidades
Según el Censo de Población y Vivienda 2020, su población en ese año era de 18,982 personas; de las cuales el 46.8 por ciento eran hombres y 53.2 por ciento mujeres. Comparando este volumen poblacional con el del año 2015 (19,469 habitantes), se observa que la población municipal disminuyó un 2.5 por ciento en cinco años.

### Localidades
En 2020 Jesús María contaba con 163 localidades, de éstas, 19 eran de dos viviendas y 27 de una. La localidad de Jesús María era la más poblada, con 9,436 personas, que representaban el 49.7% de la población del municipio; le seguía Allende (Josefino de Allende) con el 9.5 %, San José de la Paz con el 5.7 %, Los Robles con el 4.9 % y Ayo el Grande con el 1.3 % del total municipal.
| Código INEGI      | Localidad           | Población (2020) |
| ----------------- | ------------------- | ---------------- |
| 140480001         | Jesús María         | 9 436            |
| 140480003         | Josefino de Allende | 1 812            |
| 140480128         | San José de la Paz  | 1 085            |
| Otras localidades | Otras localidades   | 6 649            |
| Total municipal   | Total municipal     | 18 982           |

## Migración
El índice de intensidad migratoria se ubicó en 58.81 lo que indica que existe un grado de intensidad migratoria Muy alto.

## Pobreza por carencia social
Respecto a las carencias sociales en 2020, destaca que el indicador de carencia por acceso a la seguridad social es el acceso a la seguridad social, con un 78.7 por ciento, que en términos absolutos representa 14,341 habitantes. En contraste, el que menos proporción de población presentó fue el de calidad y espacios de la vivienda, con el 4.3 por ciento. Otros indicadores como acceso a servicios de salud, rezago educativo, acceso a la alimentación y acceso a servicios básicos de la vivienda se ubicaron en 56, 37, 13 y 10 por ciento respectivamente.

## Economía y empleo

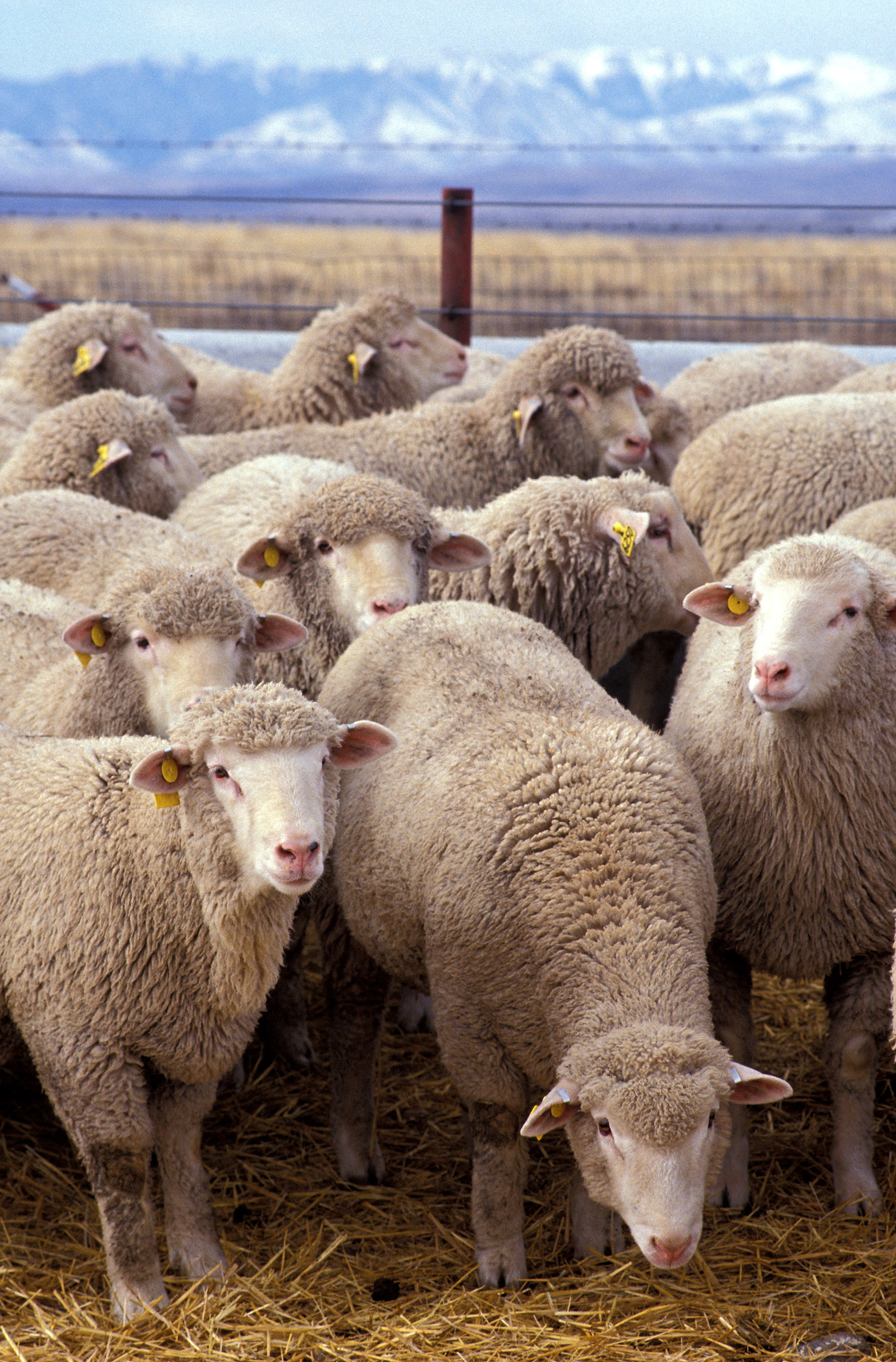
Se cría ganado ovino en el municipio.

Conforme a la información del Directorio Estadístico Nacional de Unidades Económicas (DENUE) de INEGI, el municipio de Jesús María cuenta con 812 unidades económicas al mes de mayo de 2024 y su distribución por sectores revela un predominio de establecimientos dedicados a Comercio, siendo estos el 45.81% del total en el municipio.

### Empleo
Para junio de 2024 el IMSS reportó un total de 1,903 trabajadores asegurados, lo que representó para el municipio de Jesús María un incremento anual de 193 trabajadores en comparación con el mismo mes de 2023, debido al alza del registro de empleo formal de algunos de sus grupos económicos principalmente el de Elaboración de bebidas. En función de los registros del IMSS el grupo económico que más empleos presentó dentro del municipio de Jesús María fue el de Elaboración de bebidas, ya que en junio de 2024 registró un total de 967 trabajadores concentrando el 50.81% del total de asegurados en el municipio. El segundo grupo económico con más trabajadores asegurados fue el de Servicios de administración pública y seguridad social, que para junio de 2024 registró 251 trabajadores asegurados que representan el 13.19% del total de trabajadores asegurados a dicha fecha. El tercer grupo con mayor registro de empleos formales es el de la agricultura con el 10%.

## Índice de desarrollo municipal (IDM)
Jesús María obtiene un desarrollo institucional Alto con un IDM-I de 68.6.

## Promedio mensual de carpetas de investigación abiertas
Durante el periodo de junio de 2023 a mayo de 2024, se abrieron un total de 117 carpetas de investigación con un promedio mensual de 10 carpetas abiertas en donde el delito con mayor investigación es el de lesiones culposas 

## Turismo
Arquitectura
- Templo de la Sagrada Familia.
- De estilo dórico - Toscano.

- La Ex - Hacienda de San Agustín.
- La Ex - Hacienda de San José de Pilas.
- Templo de San José (Delegación de Josefino de Allende)
- Templo del Sagrada Corazón (Delegación de Ojo Zarco)
- Templo de San José (Delegación de San José de la Paz)
- A igual que edificios modernos entre otros.

Artesanías
- Elaboración de: alfarería rudimentaria de origen purépecha del grupo de los tarascos y se elaboran utensilios domésticos y miniaturas de barro, en la colonia el roble.
- Fabricación de cirios de cera con tradición de más de 100 años (comenzado en 1912) en el centro de la ciudad por la familia Orozco Zarate. Declaradas en 2019 como patrimonio histórico del lugar.

Caídas de agua
- El Salto.

Parques y reservas
- Cerro Grande.
- Parque de las Canoas.
- Potrerillos.

Sitios históricos
- Cerro de San Agustín.

Antiguo centro ceremonial prehispánico.
- Exhacienda de San Agustín.
- Palacio municipal.
- Museo Tlatelli.
- Zona arqueológica La presa de la luz

Ríos y presas
- Presa de la Luz.
- Río El Salto.
- Presa de san Antonio.
- Presa del fantasma.

## Fiestas
Fiestas religiosas
- Sagrada Familia. Novenario que termina el último domingo del mes de enero.
- Fiestas de la Virgen de Guadalupe.
- Diversas festividades de las rancherías del municipio.